# Бенара
Бенара (груз. ბენარა) — село в Грузії.
За даними перепису населення 2014 року в селі проживає 201 особа.